# Jonny Eduardo Reyes Sequera
Jonny Eduardo Reyes Sequera SDB (Caracas, Venezuela, 5 de outubro de 1952) é Vigário Apostólico de Puerto Ayacucho.
Jonny Eduardo Reyes Sequera ingressou nos Salesianos de Dom Bosco e fez a profissão temporária em 31 de agosto de 1969. Em 6 de junho de 1976 fez a profissão perpétua. Reyes Sequera recebeu o sacramento da Ordem em 8 de dezembro de 1979.
Em 14 de outubro de 2015, o Papa Francisco nomeou-o bispo titular de Canapium e nomeou-o vigário apostólico de Puerto Ayacucho. Foi ordenado bispo por seu antecessor José Ángel Divassón Cilveti SDB em 10 de janeiro do ano seguinte. Os co-consagradores foram o Bispo de Willemstad, Luigi Antonio Secco SDB, e o Bispo de La Guaira, Raúl Biord Castillo.